# 스페인의 마리아 안토니아 페르난다
스페인의 마리아 안토니아 페르난다(Maria Antonia Fernanda di Spagna, 1729년 11월 17일 ~ 1785년 9월 19일)는 사르데냐 국왕 비토리오 아마데오 3세의 왕비이다. 스페인 국왕 펠리페 5세와 그 두 번째 왕비 이사벨 디 파르네시오의 막내딸로, 스페인에서는 인판타 마리아 안토니에타 데 보르본(Infanta María Antonieta de Borbón)으로 불렸다. 당초 마리아 안토니아의 신랑감 후보는 프랑스의 왕태자 도팽 루이 페르디낭이었고, 오빠인 펠리페도 프랑스의 공주 엘리사베타와의 결혼 협상이 진행되고 있었다. 그러나 마리아 안토니아는 너무 어렸고, 결국 도팽 루이 페르디낭에게 시집간 것은 그녀의 언니 마리아 테레사 라파엘라였다. 마리아 안토니아는 1750년 3월 31일 사르데냐 왕국의 왕자인 비토리오 아마데오와 결혼했다. 두 사람 사이에서는 12명의 자녀가 있다.

## 자녀
- 카를로 에마누엘레(1751~1819) 사르데냐 국왕
- 마리아 엘리자베타 카를로타(1752~1753)
- 마리아 주세피나(1753~1810) 프랑스 왕비(루이 18세와 결혼)
- 아마데오 알레산드로(1754~1755)
- 마리아 테레사(1756~1805) 프랑스 왕비(샤를 10세와 결혼)
- 마리아 안나(1757~1824)
- 비토리오 에마누엘레(1759~1824) 사르데냐 국왕
- 마리아 크리스티나 주세파 페르디난다(1760~1768)
- 마우리치오 주제페 마리아(1762~1799)
- 마리아 카롤리나 안토니에타 아델라이데(1764~1782) 작센 왕비
- 카를로 펠리체(1765~1831) 사르데냐 국왕
- 주제페 베네딕트 마리아 플라시도(1766~1802)